# Henri Vendel
Pour les articles homonymes, voir Vendel (homonymie).
Henri Vendel (9 mai 1892 à Almenêches (Orne) en France - 28 février 1949 à Saint-Gratien (Oise en France) est un écrivain et un bibliothécaire français.
Ayant épousé, en 1922, Vera Ogloblina, il signera alors ses écrits du nom de Nadel (dernière syllabe de chacun de leur nom).

## Biographie
Licencié ès lettres (latin-grec), il entre à l'École nationale des chartes ; la guerre de 1914-1918 le force à interrompre ses études, qu'il reprend pour soutenir, en 1921, sa thèse intitulée Étude sur l'abbaye d'Almenèches de sa fondation à 1599. Pendant la guerre, il est incorporé au 403e régiment d'infanterie.
Le 23 juin 1917, il est cité à l'Ordre de l'armée et reçoit la Croix de guerre avec deux étoiles et, le 19 mars 1918, il est cité à l'Ordre du régiment lors des combats de l'Ailette. Le 19 mai 1918, il est évacué à la suite d'une blessure par les gaz au Chemin des Dames.
En 1921, il est nommé conservateur de la Bibliothèque municipale et des musées de Châlons-sur-Marne. C'est à partir de cette époque qu'il publie de nombreux écrits.
Il crée, en France, ce qui deviendra le Bibliobus. En 1938, il est à l'origine des premières tournées de la bibliothèque circulante de la Marne, desservant 350 communes de la Marne.
Le 10 mars 1944, il est arrêté par la Gestapo et libéré le 27 mai 1944, mais il est obligé de se cacher jusqu'à la libération de Châlons le 29 août, ce qui lui inspire des Souvenirs de prison, Reims, prison Robespierre.
En 1945, il est nommé inspecteur général des bibliothèques et de la lecture publique.
La ville de Châlons lui a rendu hommage par l'édition d'un livre réunissant sous la coordination de Jean-Marie Arnoult des bibliothécaires (Jean Bleton, Paul Poindron,...) et des auteurs (Yves Sandre, Pierre Béarn, Didier Guilbaud...). Un passage piéton à son nom traverse le musée municipal de Châlons.

## Ouvrages
- Sous le pressoir, 1921.
- Dans le jardin du presbytère, 1924.
- Devons-nous vivre nus / 1-La nudité à travers les âges.2-La nudité et la santé.3- La nudité et la morale, 1929.
- La consolatrice, 1930.
- Visages, 1940.
- La couronne d'épines, 1942.
- Lorsque l'enfant portait le monde, 1945.
- Chants du couvre-feu. (poèmes de la captivité), 1948.